# Kmochův Kolín
Kmochův Kolín je mezinárodní festival dechových orchestrů, který se koná každé léto v Kolíně. Nese jméno Františka Kmocha, hudebního skladatele a dirigenta dechové hudby, který žil v Kolíně. První ročník se konal roku 1962. Při hudebních vystoupeních, která trvají tři dny, obvykle účinkuje více než tisíc hudebníků.

## Neuskutečněné ročníky
V roce 2006 se z důvodu rekonstrukce Karlova náměstí nekonal 43. ročník a byl o rok odložen. V roce 2020 a 2021 byl festival zrušen z důvodu pandemie covidu-19.

## Galerie

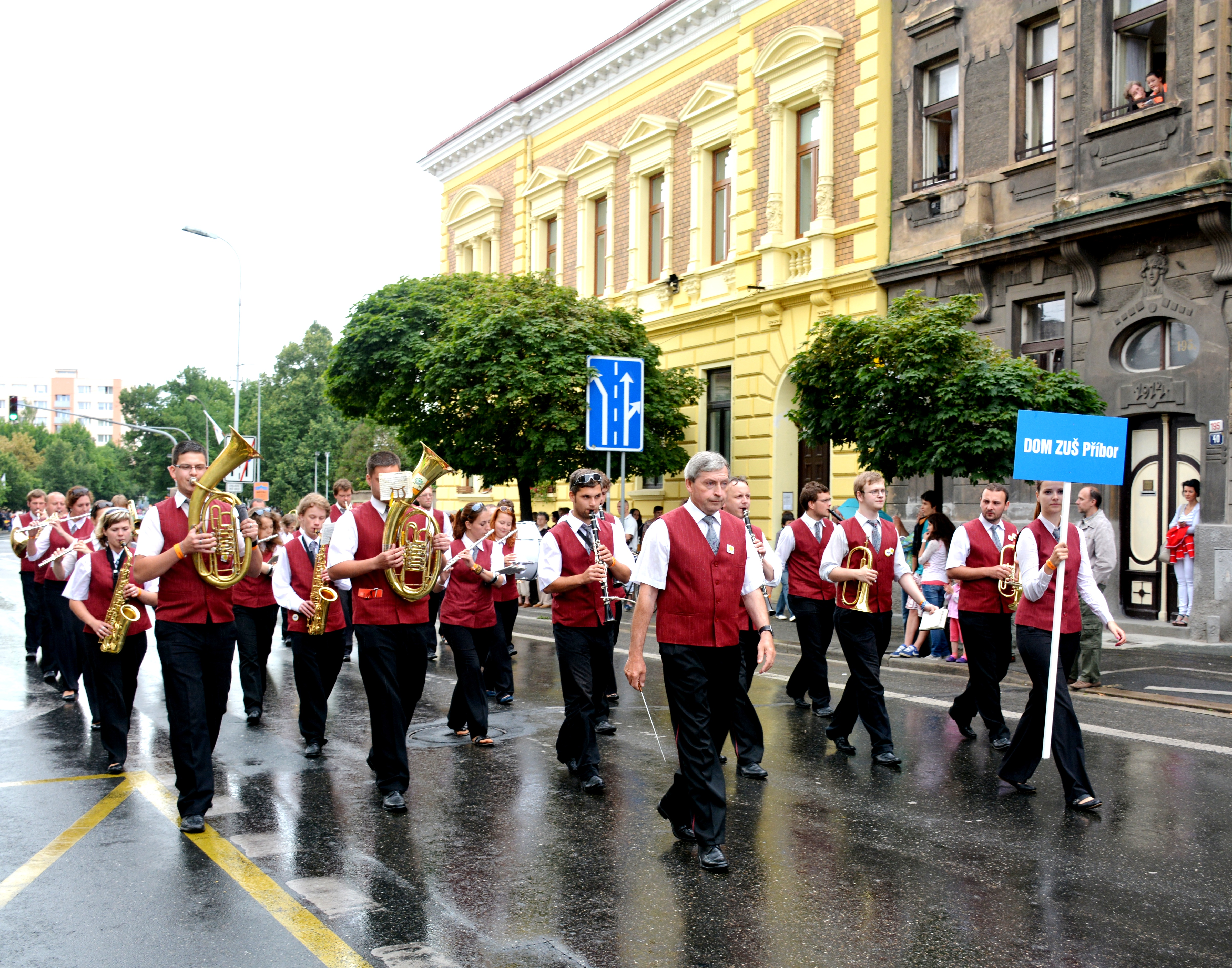
Kmochův Kolín 2014 – průvod městem
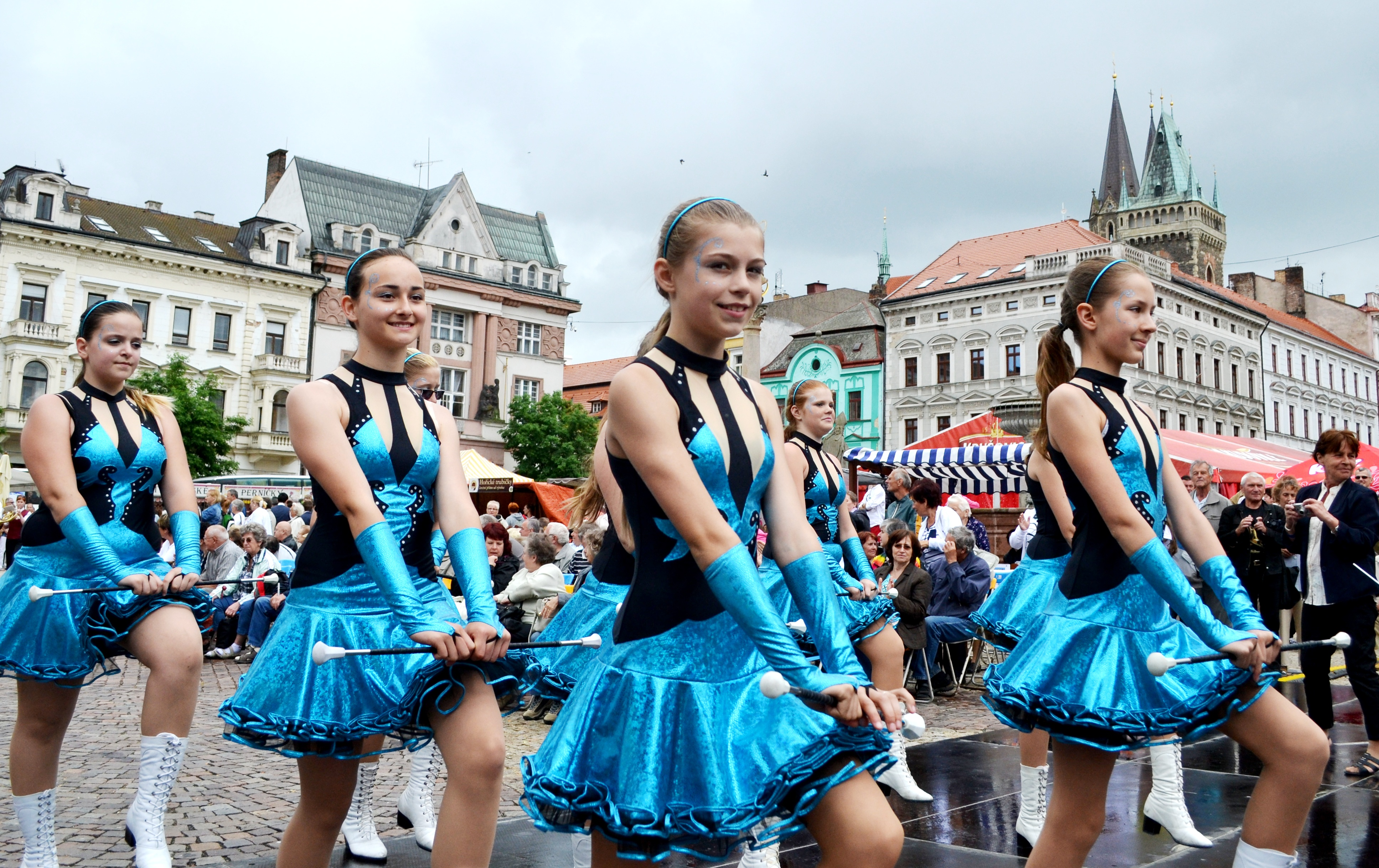
Kmochův Kolín 2014 – mažoretky
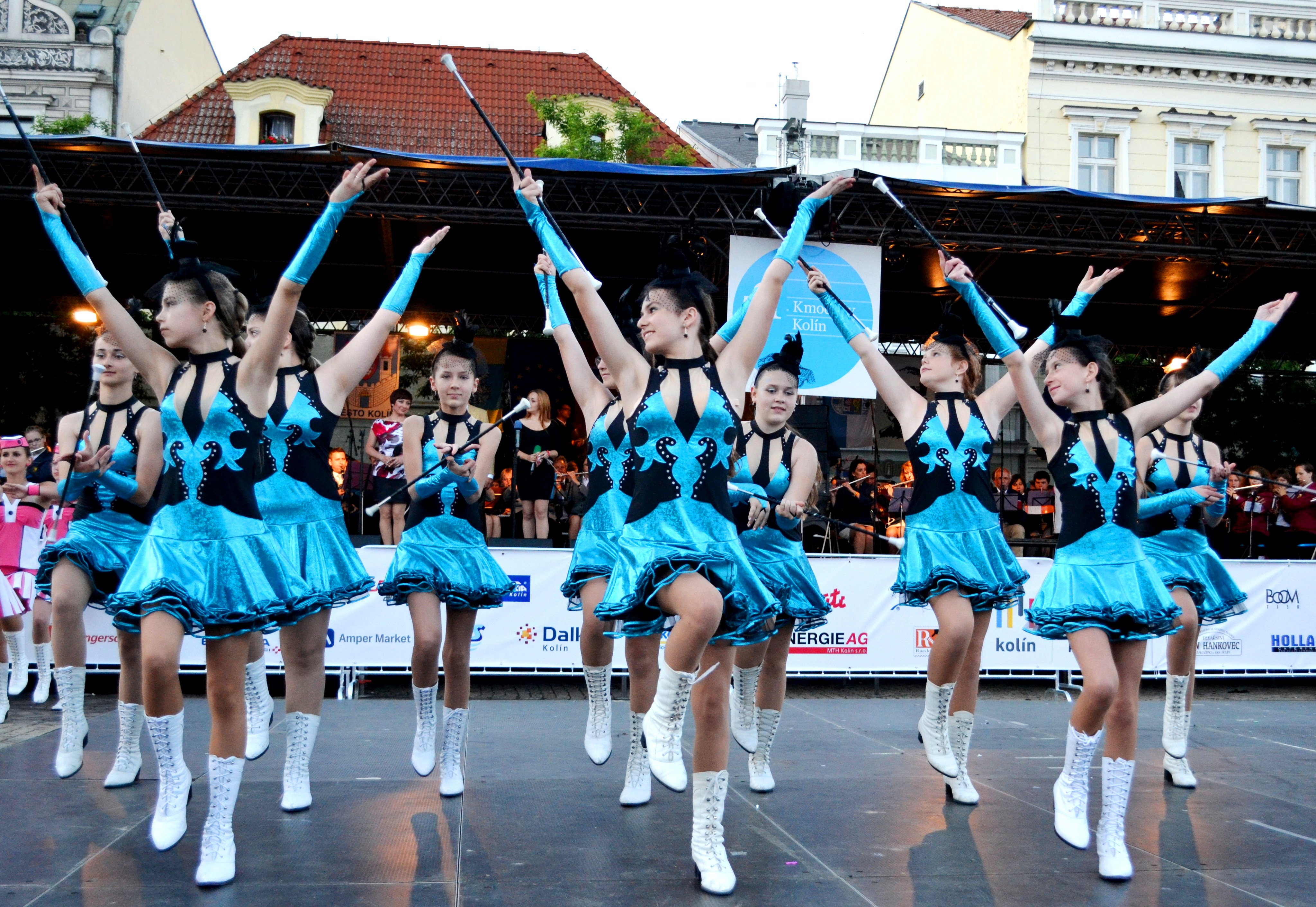
Kmochův Kolín 2014 – mažoretky
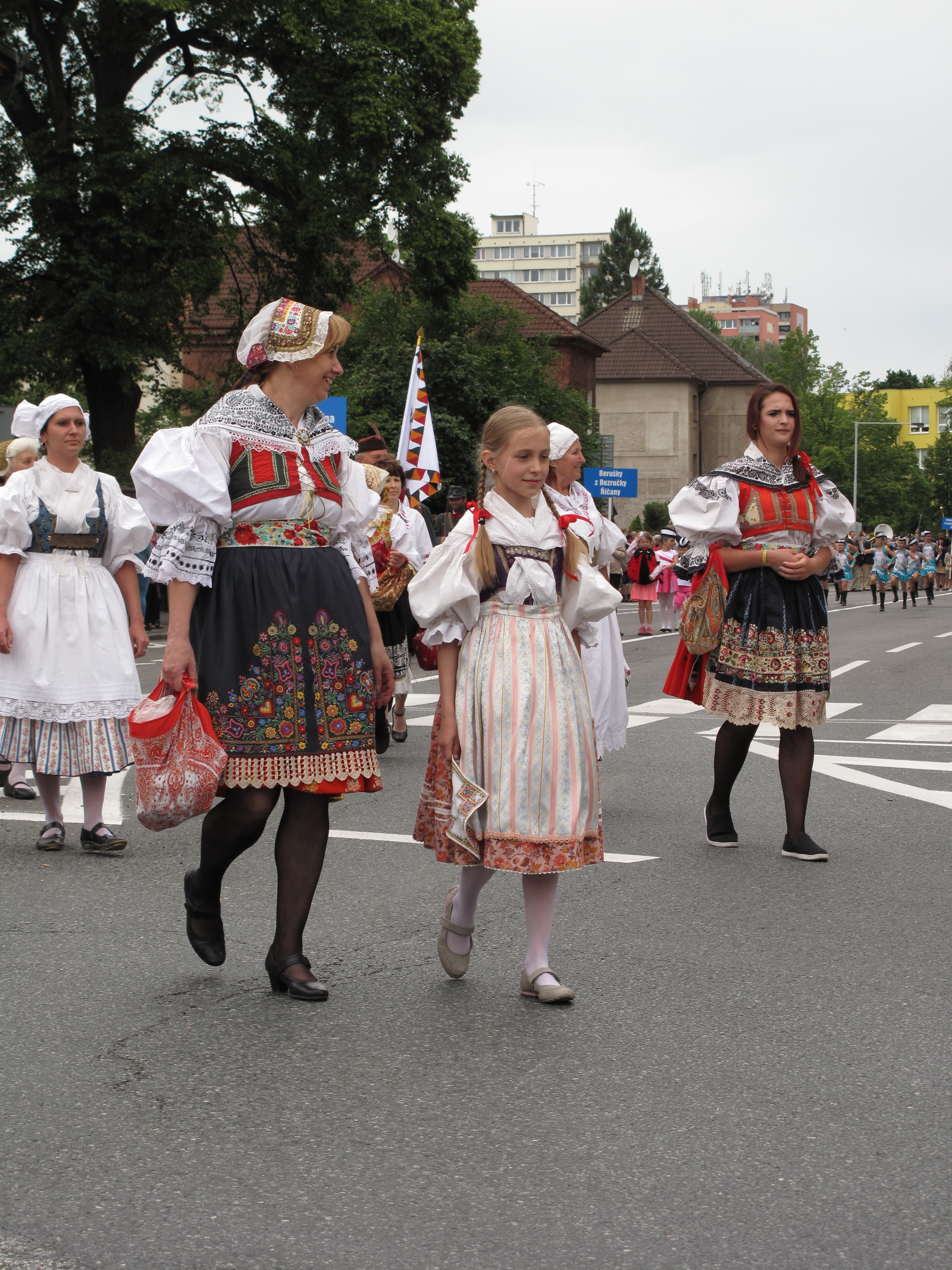
Kmochův Kolín 2016 – Baráčníci